# Баймаганбета Ізтоліна
Баймаганбе́та Ізто́ліна (каз. Баймағанбет Ізтөлин) — село у складі Жамбильського району Північноказахстанської області Казахстану. Входить до складу Архангельського сільського округу.
Населення — 60 осіб (2021; 296 у 2009, 478 у 1999, 562 у 1989).
Національний склад станом на 1989 рік:
- казахи — 75 %.

У радянські часи село називалося Кіровка.